# 1 Geminorum
Désignations
1 Geminorum (1 Gem / HD 41116 / HR 2134) est un système stellaire de magnitude apparente +4,15 situé dans la constellation des Gémeaux, non loin de la limite avec le Taureau. Elle est située à seulement un degré à l'est du sommet nord de l'écliptique, qui marque la position apparente du solstice d'été. Elle a reçu le nom de Propus, utilisé aussi pour η Geminorum. Sa distance avec la Terre est de 151 années-lumière.
Bien que paraissant comme une seule étoile à l'œil nu, 1 Geminorum est en fait composée de 2 composantes séparées de 0,2 seconde d'arc, ce qui équivaut à une distance de 9,15 UA. L'excentricité de leur orbite fait que leur séparation varie entre 5,5 UA et 12,5 UA avec une période orbitale de 13,15 années. Les deux étoiles sont des géantes jaunes, 1 Geminorum A étant de type spectral G6III et de magnitude 4,7, 1 Geminorum B de type spectral G8III et de magnitude 5,1.
Lors d'une occultation lunaire, on a découvert que 1 Geminorum A est elle-même une étoile binaire : la géante de type spectral G6 est accompagnée d'une étoile de magnitude 6,9, probablement une naine de type spectral F6 (1 Geminorum Ab). 1 Geminorum B est quant à elle une binaire spectroscopique d'une période orbitale de seulement 9,6 jours. On ne sait rien de la compagne de la géante de type G8. La masse totale du système est de 4,3 à 4,65 masses solaires et son âge est estimé à 2 milliards d'années.